# Adrian Shubert
Adrian Shubert (20 de agosto de 1953) es un historiador e hispanista canadiense, profesor y catedrático de Historia en la York University de Toronto.
Es autor de obras como Hacia la revolución. Orígenes sociales del movimiento obrero en Asturias, 1860-1934 (1984), A Social History of Modern Spain (1990), Spain at War: The Spanish Civil War in Context, 1931-1939 (1995), Death and Money in the Afternoon: A History of the Spanish Bullfight (1999), A las cinco de la tarde, una historia social del toreo (2002), y una monumental biografía del general español Baldomero Espartero, Espartero, el Pacificador (2018), entre otras.